# Major League Baseball 2023
La stagione 2023 della Major League Baseball è iniziata il 30 marzo 2023 e si è conclusa il 4 novembre 2023; la stagione regolare è terminata il 1º ottobre e i playoff sono iniziati il 3 ottobre.
Il 93º All-Star Game si è tenuto l'11 luglio al T-Mobile Park a Seattle, Washington. La National League ha battuto l'American League 3-2, guadagnando così la sua prima vittoria dal 2012.

## Modifiche alle regole
Per velocizzare il gioco, la MLB ha implementato delle nuove regole per la stagione. È stato introdotto un tempo limite di 15 s prima del lancio (che viene aumentato a 20 s in caso ci siano dei corridori sulle basi); in caso di mancato rispetto del limite viene segnato un ball per il lanciatore. Il lanciatore ha a disposizione solamente due disimpegni (che siano pick-off o allontanamenti dal monte di lancio) per battitore; ogni violazione è un balk. I battitori hanno a disposizione un solo timeout per apparizione al piatto e si devono trovare nel box di battuta quando il timer indica 8 s; in caso di violazione, viene assegnato uno strike al battitore. Queste modifiche sono state provate nella stagione 2022 della Minor League Baseball, portando a un accorciamento di circa 25 minuti per partita.
È stata limitata la possibilità di fare uno shift difensivo: con le nuove regole, non possono più esserci più di tre giocatori difensivi in ciascuna metà del campo interno del diamante. Per ogni violazione, viene assegnato un ball.
È stata aumentata la grandezza delle basi, da 15 a 18 in di lato; questo comporta che la prima e la terza base sono più vicine al piatto di casa base (in quanto i 90 ft vengono calcolati sul lato più lontano della base) e vengono accorciate anche le distanze tra le tre basi.

## Stagione regolare

### American League
AL East
| Squadra           | Vittorie | Sconfitte | Perc. | GB |
| ----------------- | -------- | --------- | ----- | -- |
| Baltimore Orioles | 101      | 61        | .623  | —  |
| Tampa Bay Rays    | 99       | 63        | .611  | 2  |
| Toronto Blue Jays | 89       | 73        | .549  | 12 |
| New York Yankees  | 82       | 80        | .506  | 19 |
| Boston Red Sox    | 78       | 84        | .481  | 23 |

AL Central
| Squadra             | Vittorie | Sconfitte | Perc. | GB |
| ------------------- | -------- | --------- | ----- | -- |
| Minnesota Twins     | 87       | 75        | .537  | —  |
| Detroit Tigers      | 78       | 84        | .481  | 9  |
| Cleveland Guardians | 76       | 86        | .469  | 11 |
| Chicago White Sox   | 61       | 101       | .377  | 26 |
| Kansas City Royals  | 56       | 106       | .346  | 31 |

AL West
| Squadra            | Vittorie | Sconfitte | Perc. | GB |
| ------------------ | -------- | --------- | ----- | -- |
| Houston Astros     | 90       | 72        | .556  | —  |
| Texas Rangers      | 90       | 72        | .556  | —  |
| Seattle Mariners   | 88       | 74        | .543  | 2  |
| Los Angeles Angels | 73       | 89        | .451  | 17 |
| Oakland Athletics  | 50       | 112       | .309  | 40 |

1. 1 2 3  Vincitore division
2. 1 2 3  Wildcard

### National League
NL East
| Squadra               | Vittorie | Sconfitte | Perc. | GB |
| --------------------- | -------- | --------- | ----- | -- |
| Atlanta Braves        | 104      | 58        | .642  | —  |
| Philadelphia Phillies | 90       | 72        | .556  | 14 |
| Miami Marlins         | 84       | 78        | .519  | 20 |
| New York Mets         | 75       | 87        | .463  | 29 |
| Washington Nationals  | 71       | 91        | .438  | 33 |

NL Central
| Squadra             | Vittorie | Sconfitte | Perc. | GB   |
| ------------------- | -------- | --------- | ----- | ---- |
| Milwaukee Brewers   | 92       | 70        | .568  | —    |
| Chicago Cubs        | 83       | 79        | .512  | 9    |
| Cincinnati Reds     | 81       | 80        | .503  | 10.5 |
| Pittsburgh Pirates  | 76       | 86        | .469  | 16   |
| St. Louis Cardinals | 71       | 91        | .438  | 21   |

NL West
| Squadra              | Vittorie | Sconfitte | Perc. | GB |
| -------------------- | -------- | --------- | ----- | -- |
| Los Angeles Dodgers  | 100      | 62        | .617  | —  |
| Arizona Diamondbacks | 84       | 78        | .519  | 16 |
| San Diego Padres     | 82       | 80        | .506  | 18 |
| San Francisco Giants | 79       | 83        | .488  | 21 |
| Colorado Rockies     | 59       | 103       | .364  | 41 |

1. 1 2 3  Vincitore division
2. 1 2 3  Wildcard

## Postseason

### Tabellone
|  | Wild Card Games | Wild Card Games       | Wild Card Games |  |  | Division Series | Division Series       | Division Series |  |  | League Championship Series | League Championship Series | League Championship Series |  |  | World Series | World Series         | World Series |
|  |                 |                       |                 |  |  |                 |                       |                 |  |  |                            |                            |                            |  |  |              |                      |              |
|  | 6               | Toronto Blue Jays     | 0               |  |  |                 |                       |                 |  |  |                            |                            |                            |  |  |              |                      |              |
|  | 3               | Minnesota Twins       | 2               |  |  | 3               | Minnesota Twins       | 1               |  |  |                            |                            |                            |  |  |              |                      |              |
|  |                 |                       |                 |  |  | 2               | Houston Astros        | 3               |  |  | 2                          | Houston Astros             | 3                          |  |  |              |                      |              |
|  | 5               | Texas Rangers         | 2               |  |  | American League | American League       | American League |  |  | 5                          | Texas Rangers              | 4                          |  |  |              |                      |              |
|  | 4               | Tampa Bay Rays        | 0               |  |  | 5               | Texas Rangers         | 1               |  |  |                            |                            |                            |  |  |              |                      |              |
|  |                 |                       |                 |  |  | 1               | Baltimore Orioles     | 0               |  |  |                            |                            |                            |  |  | 5            | Texas Rangers        | 4            |
|  | 6               | Arizona Diamondbacks  | 2               |  |  |                 |                       |                 |  |  |                            |                            |                            |  |  | 6            | Arizona Diamondbacks | 1            |
|  | 3               | Milwaukee Brewers     | 0               |  |  | 6               | Arizona Diamondbacks  | 3               |  |  |                            |                            |                            |  |  |              |                      |              |
|  |                 |                       |                 |  |  | 2               | Los Angeles Dodgers   | 0               |  |  | 6                          | Arizona Diamondbacks       | 4                          |  |  |              |                      |              |
|  | 5               | Miami Marlins         | 0               |  |  | National League | National League       | National League |  |  | 4                          | Philadelphia Phillies      | 3                          |  |  |              |                      |              |
|  | 4               | Philadelphia Phillies | 2               |  |  | 4               | Philadelphia Phillies | 3               |  |  |                            |                            |                            |  |  |              |                      |              |
|  |                 |                       |                 |  |  | 1               | Atlanta Braves        | 1               |  |  |                            |                            |                            |  |  |              |                      |              |

### AL Wild Card
| Data                                     | Ospiti        | Casa           | Risultato |
| ---------------------------------------- | ------------- | -------------- | --------- |
| 3 ottobre                                | Texas Rangers | Tampa Bay Rays | 4-0       |
| 4 ottobre                                | Texas Rangers | Tampa Bay Rays | 7-1       |
| I Texas Rangers vincono la serie per 2-0 |               |                |           |

| Data                                   | Ospiti            | Casa            | Risultato |
| -------------------------------------- | ----------------- | --------------- | --------- |
| 3 ottobre                              | Toronto Blue Jays | Minnesota Twins | 1-3       |
| 4 ottobre                              | Toronto Blue Jays | Minnesota Twins | 0-2       |
| I Minnesota Twins vincono la serie 2-0 |                   |                 |           |

### NL Wild Card
| Data                                          | Ospiti               | Casa              | Risultato |
| --------------------------------------------- | -------------------- | ----------------- | --------- |
| 3 ottobre                                     | Arizona Diamondbacks | Milwaukee Brewers | 6-3       |
| 4 ottobre                                     | Arizona Diamondbacks | Milwaukee Brewers | 5-2       |
| Gli Arizona Diamondbacks vincono la serie 2-0 |                      |                   |           |

| Data                                         | Ospiti        | Casa                  | Risultato |
| -------------------------------------------- | ------------- | --------------------- | --------- |
| 3 ottobre                                    | Miami Marlins | Philadelphia Phillies | 1-4       |
| 4 ottobre                                    | Miami Marlins | Philadelphia Phillies | 1-7       |
| I Philadelphia Phillies vincono la serie 2-0 |               |                       |           |

### Division Series
| Data                                        | Ospiti          | Casa            | Risultato |
| ------------------------------------------- | --------------- | --------------- | --------- |
| 7 ottobre                                   | Minnesota Twins | Houston Astros  | 4-6       |
| 8 ottobre                                   | Minnesota Twins | Houston Astros  | 6-2       |
| 10 ottobre                                  | Houston Astros  | Minnesota Twins | 9-1       |
| 11 ottobre                                  | Houston Astros  | Minnesota Twins | 3-2       |
| Gli Houston Astros vincono la serie per 3-1 |                 |                 |           |

| Data                                 | Ospiti            | Casa              | Risultato |
| ------------------------------------ | ----------------- | ----------------- | --------- |
| 7 ottobre                            | Texas Rangers     | Baltimore Orioles | 3-2       |
| 8 ottobre                            | Texas Rangers     | Baltimore Orioles | 11-8      |
| 10 ottobre                           | Baltimore Orioles | Texas Rangers     | 1-7       |
| I Texas Rangers vincono la serie 3-0 |                   |                   |           |

| Data                                              | Ospiti               | Casa                 | Risultato |
| ------------------------------------------------- | -------------------- | -------------------- | --------- |
| 7 ottobre                                         | Arizona Diamondbacks | Los Angeles Dodgers  | 11-2      |
| 9 ottobre                                         | Arizona Diamondbacks | Los Angeles Dodgers  | 4-2       |
| 11 ottobre                                        | Los Angeles Dodgers  | Arizona Diamondbacks | 4-2       |
| Gli Arizona Diamondbacks vincono la serie per 3-1 |                      |                      |           |

| Data                                             | Ospiti                | Casa                  | Risultato |
| ------------------------------------------------ | --------------------- | --------------------- | --------- |
| 7 ottobre                                        | Philadelphia Phillies | Atlanta Braves        | 3-0       |
| 9 ottobre                                        | Philadelphia Phillies | Atlanta Braves        | 4-5       |
| 11 ottobre                                       | Atlanta Braves        | Philadelphia Phillies | 2-10      |
| 12 ottobre                                       | Atlanta Braves        | Philadelphia Phillies | 1-3       |
| I Philadelphia Phillies vincono la serie per 3-1 |                       |                       |           |

### League Championship Series
| Data                                 | Ospiti         | Casa           | Punteggio |
| ------------------------------------ | -------------- | -------------- | --------- |
| 15 ottobre                           | Texas Rangers  | Houston Astros | 2-0       |
| 16 ottobre                           | Texas Rangers  | Houston Astros | 5-4       |
| 18 ottobre                           | Houston Astros | Texas Rangers  | 8-5       |
| 19 ottobre                           | Houston Astros | Texas Rangers  | 10-3      |
| 20 ottobre                           | Houston Astros | Texas Rangers  | 5-4       |
| 19 ottobre                           | Texas Rangers  | Houston Astros | 9-2       |
| 19 ottobre                           | Texas Rangers  | Houston Astros | 11-4      |
| I Texas Rangers vincono la serie 4-3 |                |                |           |

| Data                                          | Ospiti                | Casa                  | Punteggio |
| --------------------------------------------- | --------------------- | --------------------- | --------- |
| 16 ottobre                                    | Arizona Diamondbacks  | Philadelphia Phillies | 3-5       |
| 17 ottobre                                    | Arizona Diamondbacks  | Philadelphia Phillies | 0-10      |
| 19 ottobre                                    | Philadelphia Phillies | Arizona Diamondbacks  | 1-2       |
| 20 ottobre                                    | Philadelphia Phillies | Arizona Diamondbacks  | 5-6       |
| 21 ottobre                                    | Philadelphia Phillies | Arizona Diamondbacks  | 6-1       |
| 23 ottobre                                    | Arizona Diamondbacks  | Philadelphia Phillies | 5-1       |
| 24 ottobre                                    | Arizona Diamondbacks  | Philadelphia Phillies | 4-2       |
| Gli Arizona Diamondbacks vincono la serie 4-3 |                       |                       |           |

### World Series
| Data                                 | Ospiti               | Casa                 | Punteggio |
| ------------------------------------ | -------------------- | -------------------- | --------- |
| 27 ottobre                           | Arizona Diamondbacks | Texas Rangers        | 5-6       |
| 28 ottobre                           | Arizona Diamondbacks | Texas Rangers        | 9-1       |
| 30 ottobre                           | Texas Rangers        | Arizona Diamondbacks | 3-1       |
| 31 ottobre                           | Texas Rangers        | Arizona Diamondbacks | 11-7      |
| 1 novembre                           | Texas Rangers        | Arizona Diamondbacks | 5-0       |
| I Texas Rangers vincono la serie 4-1 |                      |                      |           |

#### ALCS MVP
- Adolis Garcia[10]

#### NLCS MVP
- Ketel Marte[11]

#### World Series MVP
- Corey Seager[12]

## Premi

### Premi settimanali
Giocatore della settimana
| Settimana              | American League  | National League   |
| ---------------------- | ---------------- | ----------------- |
| 30 marzo-2 aprile      | Adam Duvall      | C.J. Cron         |
| 3-9 aprile             | Matt Chapman     | Bryan Reynolds    |
| 10-16 aprile           | Gerrit Cole      | Zac Gallen        |
| 17-23 aprile           | Adolis García    | Max Muncy         |
| 24-30 aprile           | Brent Rooker     | Nick Senzel       |
| 1-7 maggio             | Masataka Yoshida | Sean Murphy       |
| 8-14 maggio            | Anthony Rizzo    | Mitch Keller      |
| 15-21 maggio           | Aaron Judge      | Nolan Gorman      |
| 22-28 maggio           | Julio Rodríguez  | Matt McLain       |
| 29 maggio-4 giugno     | Corey Seager     | Marcus Stroman    |
| 5-11 giugno            | Gunnar Henderson | Corbin Carroll    |
| 12-18 giugno           | Shōhei Ōtani     | Michael Harris II |
| 19-25 giugno           | Luis Robert Jr.  | Elly De La Cruz   |
| 26 giugno-2 luglio     | Domingo Germán   | Ronald Acuña Jr.  |
| 26 giugno-2 luglio     | Shōhei Ōtani     | Ronald Acuña Jr.  |
| 3-9 luglio             | Logan Gilbert    | Manny Machado     |
| 10-16 luglio           | Chas McCormick   | CJ Abrams         |
| 17-23 luglio           | Alex Kirilloff   | Austin Riley      |
| 24-30 luglio           | Shōhei Ōtani     | Pete Alonso       |
| 31 luglio-1 agosto     | Framber Valdez   | Freddie Freeman   |
| 7-13 agosto            | José Altuve      | Michael Lorenzen  |
| 7-13 agosto            | José Altuve      | Matt Olson        |
| 14-20 agosto           | Julio Rodríguez  | Eddie Rosario     |
| 21-27 agosto           | Adam Duvall      | Mookie Betts      |
| 28 agosto-3 settembre  | Luis Rengifo     | Trea Turner       |
| 4-10 settembre         | José Altuve      | Matt Olson        |
| 11-17 settembre        | Rafael Devers    | Juan Soto         |
| 18-24 settembre        | Aaron Judge      | J.D. Martinez     |
| 25 settembre-1 ottobre | Justin Verlander | Nolan Jones       |

### Premi mensili
Giocatore del mese
| Settimana | American League | National League  |
| --------- | --------------- | ---------------- |
| Aprile    | Matt Chapman    | Ronald Acuña Jr. |
| Maggio    | Aaron Judge     | Freddie Freeman  |
| Giugno    | Shōhei Ōtani    | Ronald Acuña Jr. |
| Luglio    | Shōhei Ōtani    | Cody Bellinger   |
| Agosto    | Julio Rodríguez | Mookie Betts     |
| Ottobre   | Yordan Álvarez  | Ronald Acuña Jr. |

Lanciatore del mese
| Settimana | American League | National League |
| --------- | --------------- | --------------- |
| Aprile    | Gerrit Cole     | Clayton Kershaw |
| Maggio    | Nathan Eovaldi  | Michael Wacha   |
| Giugno    | James Paxton    | Blake Snell     |
| Luglio    | Tyler Glasnow   | Corbin Burnes   |
| Agosto    | Cole Ragans     | Freddy Peralta  |
| Ottobre   | Tarik Skubal    | Blake Snell     |